# Тенюковщина
Тенюковщина (бел. Цянюкаўшчына) — деревня в Юратишковском сельсовете Ивьевского района Гродненской области. Деревня находится возле Чернельского озера и реки Якунька.
Поблизости находится деревня Лепешки.
Первое письменное упоминание о Тенюковщине относится к XVI веку. На территории Тенюковщины находилась усадьба Ахматовичи. От усадьбы, датируемой XIX веком, сохранились фрагменты парка, развалины ледовни и каменный стол. Усадебный дом не сохранился.
Действует парк где раньше находилась церковь, теперь там памятник погибшим в Великую Отечественную войну.
Раньше действовала школа.

Памятники и достопримечательности
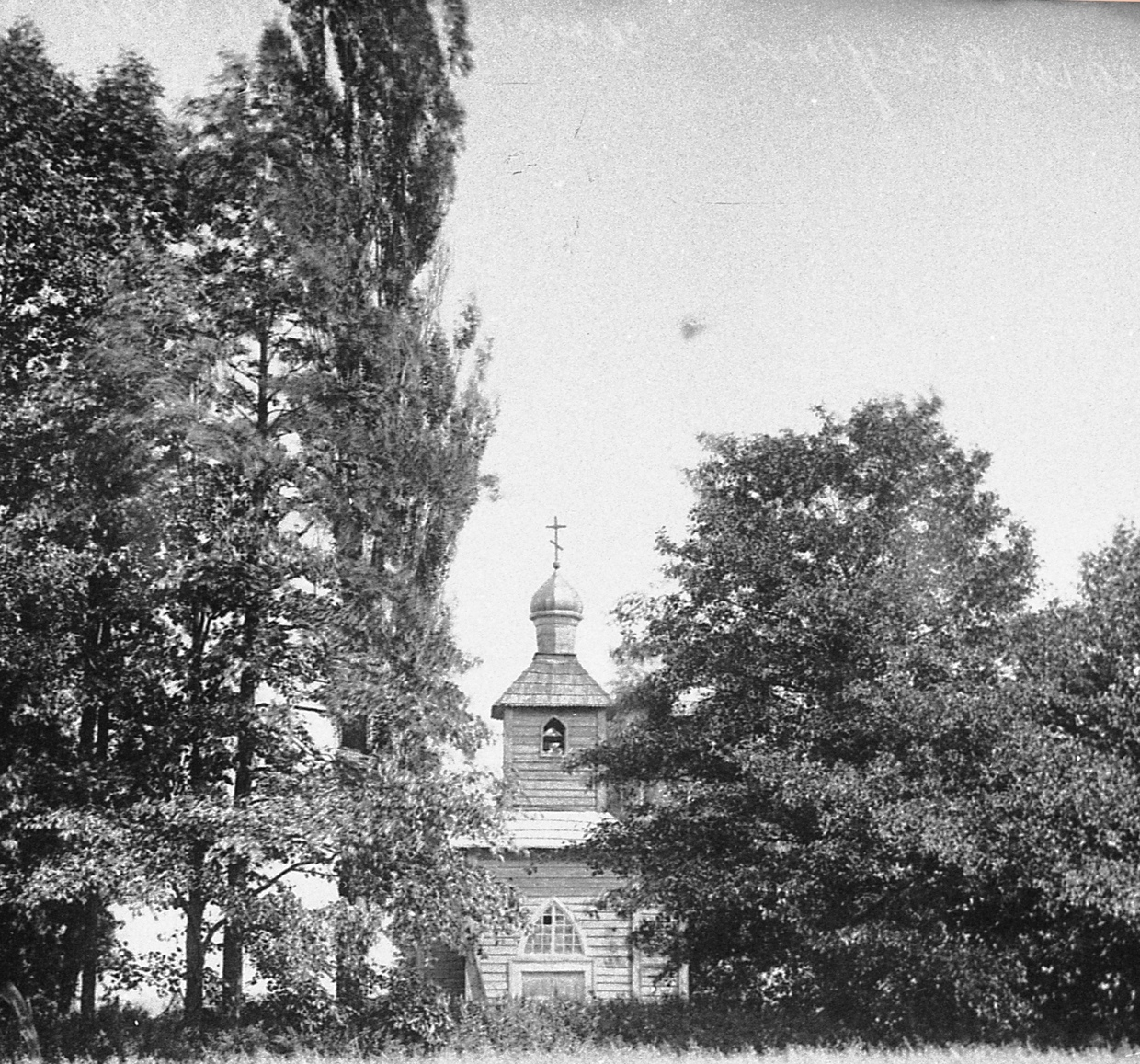
Церковь (не сохранилась)
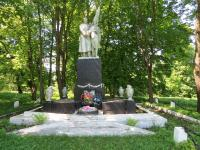
Памятник на братской могиле погибших в Великую Отечественную войну
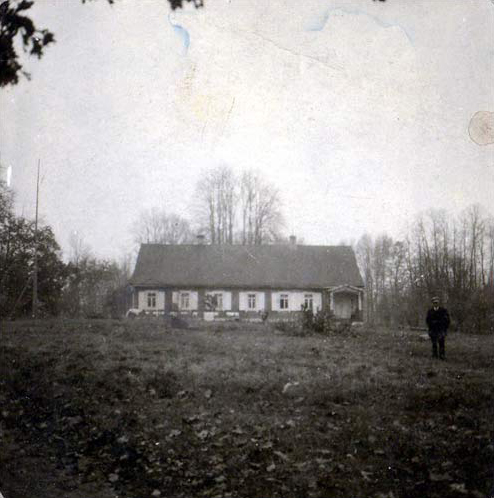
Усадьба Ахматовичи - жилой дом (не сохранился)

## Население
| 2003 | 2009 | 2021 |
| ---- | ---- | ---- |
| 347  | ➘263 | ➘115 |

## Утраченное наследие
Усадьба Ахматовичи
Церковь
Каплица (но остались развалины)